# 回到未来
《回到未來》（英語：Back to the Future）是一部於1985年上映的經典美國科幻喜劇電影，是《回到未來系列》的第一部。由羅拔·湛米基斯執導，羅拔·湛米基斯和鲍伯·蓋爾編劇，史蒂芬·史匹伯監製，米高·J·福克斯、克里斯托弗·劳埃德、莉亞·湯普遜、克斯賓·葛洛佛與湯瑪斯·F·威爾遜主演。電影描述身在1985年的主角馬蒂·麥佛萊被意外送回1955年，不但巧遇過去的父母，還讓年輕的母親對自己一見鍾情；馬蒂必須讓自己的父母重新墜入愛河才能修正歷史錯誤，並和布朗博士合作讓自己重回1985年。

## 劇情
故事發生在1985年的美國加州山谷鎮。馬蒂·麥佛萊（Marty McFly）是一名居住在一個保守家庭裏的17歲高中生，立志成為一名搖滾樂巨星。但馬蒂的家境并不太好。馬蒂的父亲喬治·麥佛萊（George McFly）是一名懦弱的小上班族，經常受到上司畢夫·譚能（Biff Tannen）的刁难；母亲罗兰·貝恩斯-麥佛萊（Lorraine Baines-McFly）的性格迂腐保守，完全看不惯任何新生事物，更不喜歡馬蒂的女友珍妮佛·帕克（Jennifer Parker）。此时，馬蒂正計畫著與珍妮佛於週末開着家裡的破車到湖邊露營。
10月26日深夜1時多，馬蒂陪同他的科學家好友愛默·布朗博士（Dr. Emmett "Doc" Brown）和博士的愛犬愛因斯坦一起替一輛由德羅寧DMC-12跑車改裝而成的時光機進行測試，馬蒂負責攝影紀錄時光機穿梭的過程。但不幸地，在成功進行了第一次測試，把時光機連同愛因斯坦一起從1時20分傳送到1時22分後，他們遇上一群來自利比亞的恐怖分子向博士追討從他們那裡偷走，用於驅動時光機的鈽，博士被恐怖分子槍殺，馬蒂則為了躲避恐怖份子的追殺而跳上時光機企圖逃離，但卻意外地開啟了時光機的時光穿梭功能並回到了1955年11月5日。
當馬蒂到達1955年後在不經意間干預了當年父親遇上母親的過程，讓母親轉而愛上了自己。改變歷史的結果是馬蒂及其兄姊都不會出生，他們開始慢慢地從馬蒂的錢包裡的一幅照片中消失。如果不幫助他的父親成功追求到母親的話，他們都將從世界上消失。在此同時，馬蒂亦跟1955年的博士取得聯繫。說明博士構思出用於穿越時空的通量電容器的過程和事情的原委後，博士大感驚訝之餘決定幫助馬蒂取得足夠的能量回到1985年，但他同時拒絕馬蒂告知所有關於未來的事物，包括自己的身亡以避免造成時空錯亂進而影響到未來的歷史進展。
但在馬蒂幫助父親的同時，有一個人很讓他感到很頭痛：畢夫·譚能。畢夫自從高中時期起就是山谷鎮上的惡霸，經常四處欺負同學、鄰居乃至小朋友，而他也瘋狂地愛著羅蘭，甚至誓言要在未來將她娶為妻子，並不斷阻撓喬治與羅蘭產生愛情的任何機會。
基於馬蒂對父母的戀愛史的了解，他計劃讓父親在學校舞會的當晚演出一場“英雄救美”的戲碼以協助喬治擄獲羅蘭的芳心，並讓歷史重新回到正軌。過程中意外地遇上畢夫的介入和干擾，羅蘭因此陷入危險之中。最後喬治的鬥志被激發，一拳打暈了畢夫，成功解決了一場危機。
然而，舞會演奏的吉他手為了解救受困的馬蒂而傷到手指，導致舞會隨時有可能取消，喬治與羅蘭可能就會失去初吻的機會。為了讓計劃得以繼續，馬蒂只好臨時上台客串並演出其拿手的吉他彈奏。就在马蒂即将消失的时候，喬治终于与羅蘭相吻，马蒂終於避免消失。狂喜之余的马蒂以一曲《Johnny B. Goode》為舞會畫下句點，而无意之中亦令当时正在“寻找一把新的声音”的音樂家查克·贝利获得灵感。
經過一番策劃、巧合和運氣，馬蒂總算成功讓父母親墜入愛河；亦與博士合作，利用打壞鐘樓的那一擊閃電提供足夠的電力給予時光機的通量電容器，成功讓他回到1985年10月26日，博士被殺的10分鐘前，而博士在读过马蒂在30年前留给他的信之后亦成功避免了被杀的命运。
回到1985年後的马蒂意外地发现未来因为自己的干预而发生了变化：父親乔治变得更有自信并成为了一名成功的科幻小说作家；母亲则变得更加开放；而本来不成器的哥哥和姐姐也都变成了成功人士，至于原本趾高气扬的毕夫則成了给馬蒂家擦车的工人。
正當马蒂高兴之时，博士駕駛著改裝過的時光機來到馬蒂家門囗。博士说在未來，他的孩子有了麻烦需要马蒂帮忙，不由分说将马蒂和珍妮佛拉上了时光机前往2015年。

## 角色
- 米高·J·福克斯（Michael J. Fox） 饰 马蒂·麦佛莱（Marty McFly）
- 克里斯托弗·劳埃德（Christopher Lloyd） 饰 爱默·布朗博士（Dr. Emmett "Doc" Brown）
- 莉亞·湯普遜（Lea Thompson） 饰 罗兰·贝恩斯·麦佛莱
- 克斯賓·葛洛佛（Crispin Glover） 饰 乔治·麦佛莱
- 湯瑪斯·F·威爾遜（Thomas F. Wilson） 饰 毕夫·谭能
- 克勞蒂亞·威爾斯（英语：Claudia Wells） 饰 珍妮佛·帕克
- 詹姆斯·托根（James Tolkan） 饰 史特里克蘭老师（Mr. Strickland（英语：List of Back to the Future characters#Gerald Strickland））
- 马克·麦克卢尔（英语：Marc McClure） 饰 戴夫·麦佛莱（Dave McFly（英语：List of Back to the Future characters#Dave McFly））
- 温迪·乔·斯佩博（英语：Wendie Jo Sperber） 饰 琳达·麦佛莱

## 拍摄

### 剧本
作者兼出品人在喜剧上映后特地前往密蘇里州的聖路易斯探望了自己的父母，想去調查父母的过去。他发现父亲在母校的年鉴上是一位学生主席。于是，他想到自己的班级里，他和学生主席的称号无缘。要是能和父亲一起上高中的话，那该多好，他想。回到加州后，他把这个想法告诉了羅拔·湛米基斯。羅拔·湛米基斯听完后想起起自己的母亲声称“在高中我从来没吻过男孩子”，但实际上她却十分风流。他们把这一想法交给，并计划在1980年9月开始编写剧本。
羅拔·湛米基斯和鮑勃·蓋爾计划把故事发生的年代设定于1955年。因为他们认为，17岁的少年希望拜访自己同样大的父母，这样的想法只会发生在那个年代。而且，那个年代也诞生了摇滚这样青少年十分喜欢的流行元素，四处旅行也在当时兴起，而这对于电影的风格有不错的渲染。当时人们设想的时光机器的外形像冰箱，并且需要原子能才能驱动。设想“如果时光机器可以移动的话就更好了”。他们希望选择作为时光机器的外形。因为这样，人们会把它认为是飞碟，但这样的话开销太大。最终斯皮尔伯格使用了冰箱和的核子元素在电影印第安納瓊斯之水晶骷髏王國中。此外，作者认为，马丁和布朗博士的友谊是源于巨大的吉他放大器，并用一句话“跟你接吻就像亲自己的亲兄弟”来结束马丁的“恋母情结”。毕夫这个角色是是环球影视的执行编辑提出的。他强烈反对Biff Tannen的名字来源于环球影视的执行编辑Ned Tanen，这位编辑在一次I Wanna Hold Your Hand (film)的剧本会议上对羅拔·湛米基斯和鮑勃·蓋爾表现出攻击性。
回到未来的初稿完成于1981年2月。哥伦比亚电影公司认为剧本非常不错，但性刺激不够，于是把电影加入turnaround (filmmaking)（一个制片流程），并建议他们把剧本给迪斯尼看看。随后的4年，他们修改了2次草稿，但没有一个电影公司愿意接受剧本。早期的80年代，流行的青少年戏剧（比如Fast Times at Ridgemont High和Porky's）都是过于成熟而不健康的，所以他们被拒绝的原因是因为此片太过阳光。最终，他们把剧本交给迪斯尼，但迪斯尼却说“儿子和母亲恋爱是不应该在家庭电影中出现的”。

### 選角
米高·福克斯早被認定是飾演馬蒂·麥佛萊的不二人選，但當時他仍在美國影集《天才家庭》（Family Ties）中擔綱演出。 "天才家庭"的製片大衛蓋瑞戈柏認為米高福克斯可以為影集帶來成功，在劇中演員Meredith Baxter請產假的當下，並不願讓他離開自己的演員陣容而投身電影拍攝。"回到未來"原先預定1985年5月上映，但卻到了1984年後半才得知米高福克斯可能無法參與演出。導演只能從另外兩個備案中做挑選，一個是C. Thomas Howell、另一個則是埃里克·斯托尔茨Eric Stoltz。

### 配乐
- 回到未來由艾倫·席維史崔配樂，這是他和羅拔·湛米基斯的第二次合作。

## 迴響

### 專業評價
爛番茄網站上對這部電影的好評度為96%，在77條專業評論中，74條專業評論贊同，3條專業評論反對，平均分為8.7/10 ，觀眾的評價則是94%，獲得全方面的讚譽。

### 票房
回到未來在1985年7月3日於北美首映，羅拔·湛米基斯擔心《回到未來》的票房會不理想，因為米高·J·福克斯正在倫敦工作，不能為電影宣傳。最終《回到未來》獲11週票房第一，其中連續8週票房第一。回到未來在北美獲2.1億票房，在海外獲1.73億票房，共3.83億，成為1985年票房最高的電影。

## 獎項
- 回到未來於第58屆奧斯卡金像獎中獲最佳音效剪輯獎，被提名最佳混音獎，最佳原創歌曲獎和最佳原創劇本獎。
- 於第43屆金球獎中被提名最佳音樂及喜劇電影、最佳音樂及喜劇類電影男主角、最佳原創歌曲和最佳原創劇本。
- 獲1985年土星獎最佳科幻電影獎、最佳男主角獎和最佳特效獎，被提名最佳男配角獎、最佳女配角獎、最佳導演獎、最佳配樂獎和最佳服裝獎。
- 於第39屆英國電影學院獎獲提名最佳電影獎、最佳編輯獎、最佳生產設計獎、最佳原創劇本獎和最佳視覺特效獎。

## 電影彩蛋

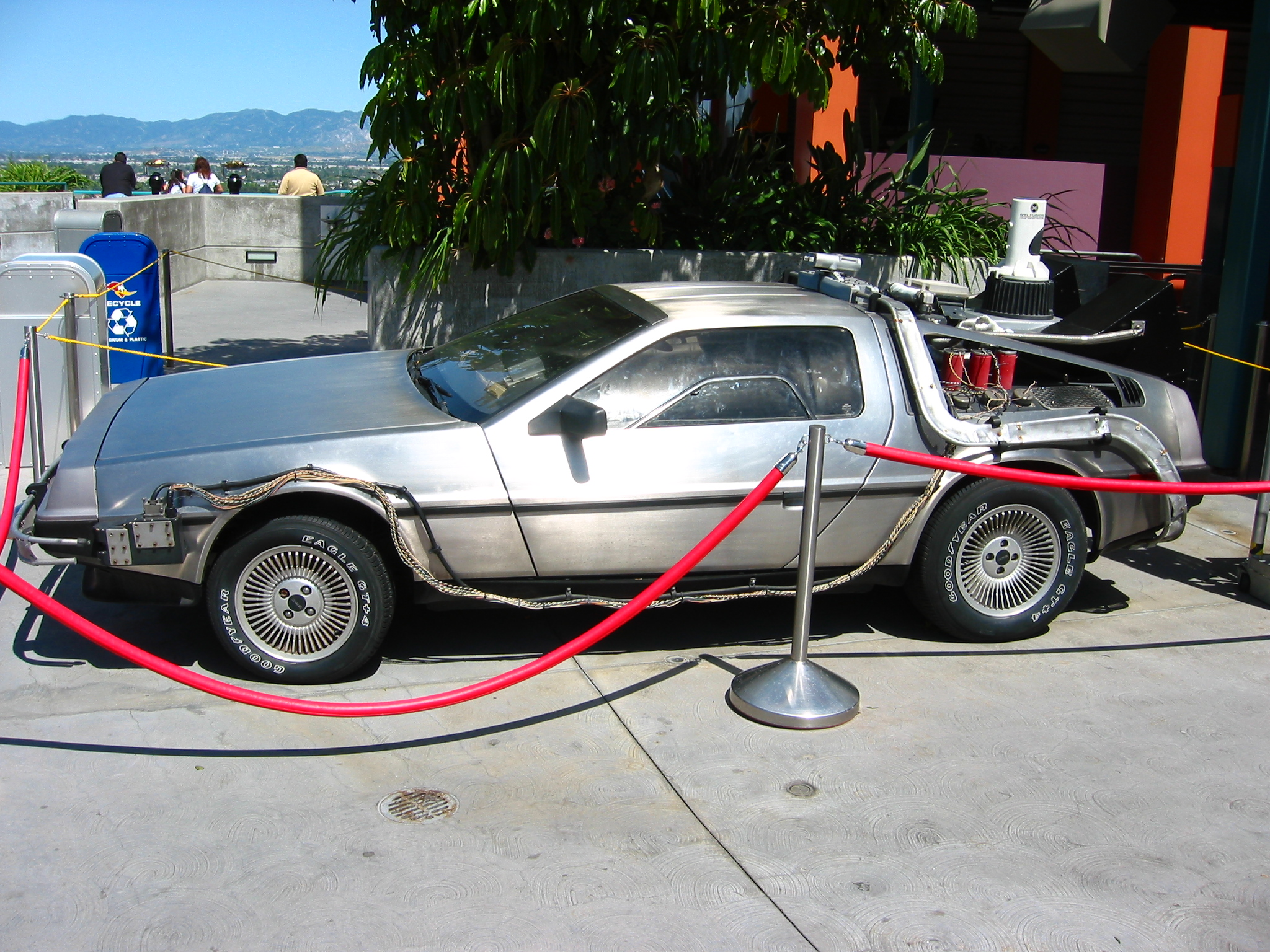
劇中的迪羅倫時光機

- 《回到未來》開了一個歷史的小玩笑。當馬帝到達1955年時，他前去找當時的布朗博士。布朗一開始不相信他是從三十年後來的，於是問他，1985年的美國總統是誰？馬帝說是「隆納·雷根」。博士不相信地說：「那個演員？」事实上，1955年的雷根的確还只是个演員，他從政並當選美國總統是日後的事情。